# Liste der Kulturdenkmäler in Kettig
In der Liste der Kulturdenkmäler in Kettig sind alle Kulturdenkmäler der rheinland-pfälzischen Ortsgemeinde Kettig aufgeführt. Grundlage ist die Denkmalliste des Landes Rheinland-Pfalz (Stand: 27. Oktober 2023).

## Einzeldenkmäler
| Bezeichnung                              | Lage                                     | Baujahr | Beschreibung | Bild                           |
| ---------------------------------------- | ---------------------------------------- | ------- | --- | ------------------------------ |
| Katholische Pfarrkirche St. Bartholomäus | Andernacher Straße Lage                  | um 1470 | viergeschossiger spätgotischer Turm, barocker Helm, um 1723; zweischiffige Halle, wohl um 1470, Verlängerung 1899; an der Westseite Kreuz, 1781 | weitere Bilder Fotos hochladen |
| Wegekreuz                                | Breitestraße, bei Nr. 15 Lage            | 1789    | Wegekreuz, bezeichnet 1789 | Fotos hochladen                |
| Wohnhaus                                 | Breitestraße 16 Lage                     | um 1900 | Backsteinbau, Basalt- und Terrakottagliederung, um 1900                                                                                         | BW                             |
| Wohnhaus                                 | Breitestraße 21 Lage                     | 1834    | Fachwerkhaus, verputzt, Krüppelwalmdach, bezeichnet 1834                                                                                        | BW                             |
| Wegekapelle, Kreuze, Grenzsteine         | Breitestraße, Ecke Kärlicher Straße Lage |         | Wegekapelle, Kreuze, Grenzsteine | Fotos hochladen                |
| Villa                                    | Kärlicher Straße 2 Lage                  | um 1900 | Basaltbruchsteinvilla, um 1900; Gesamtanlage mit Garten                                                                                         | BW                             |

## Ehemalige Kulturdenkmäler
| Bezeichnung | Lage                 | Baujahr | Beschreibung | Bild |
| ----------- | -------------------- | ------- | --- | ---- |
| Hofanlage   | Breitestraße 26 Lage | 1783    | Hakenhof; Fachwerkhaus, teilweise massiv, Krüppelwalmdach, bezeichnet 1783; abgebrochen und aus Denkmalliste gelöscht | BW   |